# Thomas Shardelow
Thomas Shardelow (Durban, 11 novembre 1931 – 3 luglio 2019) è stato un pistard sudafricano.

## Palmarès

### Olimpiadi
- Argento a Helsinki 1952 nell'inseguimento a squadre.
- Argento a Helsinki 1952 nel tandem.